# 스페인 국왕 목록
스페인의 군주 항목은 오늘날의 스페인에 해당하는 지역의 역사적인 군주들에 대해서 다룬다. 따라서 본격적인 스페인 왕국이 출현하기 전의 군주에 대해서는 아래와 같은 작은 왕국의 군주를 참조하라. 
- 서고트족의 왕
- 아스투리아스 왕국의 왕
- 아라곤 왕국의 왕
- 카스티야 왕국의 왕
- 레온 왕국의 왕
- 나바라 왕국의 왕
- 바르셀로나 백작

1479년 카스티야의 이사벨 1세와 아라곤의 페르난도 2세의 결혼으로 최초로 스페인 통합 왕국이 탄생했다. 그러나 이들의 결혼은 느슨한 결합이었기 때문에 완전한 통일 스페인 왕국은 1516년부터 시작한다고 본다. 형식상으로는 트라스타마라 왕가의 후아나 여왕부터 시작되었다고 봐도 되지만 사실상 실권은 그녀의 아들 카를로스 1세가 갖고 있었기에 스페인의 공식 첫 국왕은 합스부르크 왕가의 카를로스 1세로 본다. 
다음은 역대 스페인 국왕들의 목록이다.

## 합스부르크 왕가
카를로스 1세(스페인의 카를로스 1세) 이후로 합스부르크 왕가가 스페인의 왕위를 계승함. 그러나 신성 로마 제국 황제의 지위는 스페인 국왕에게 계승되지 않음. 
| 그림 | 문장 | 왕 이름      | 재위 시작       | 재위 종료       |
| ---- | ---- | ------------ | --------------- | --------------- |
|      |      | 카를로스 1세 | 1516년          | 1556년 1월 16일 |
|      |      | 펠리페 2세   | 1556년 1월 16일 | 1598년 9월 13일 |
|      |      | 펠리페 3세   | 1598년 9월 13일 | 1621년 3월 31일 |
|      |      | 펠리페 4세   | 1621년 3월 31일 | 1665년 9월 17일 |
|      |      | 카를로스 2세 | 1665년 9월 17일 | 1700년 11월 1일 |

## 부르봉 왕조
카를로스 2세가 후사를 남기지 못하고 죽자 스페인의 왕위는 카를로스 2세의 조카이자 프랑스의 루이 14세의 손자인 부르봉 왕조의 펠리페 5세에게 넘어감. 
| 그림 | 문장 | 왕 이름      | 재위 시작        | 재위 종료        |
| ---- | ---- | ------------ | ---------------- | ---------------- |
|      |      | 펠리페 5세   | 1700년 11월 16일 | 1724년 1월 14일  |
|      |      | 루이스 1세   | 1724년 1월 14일  | 1724년 8월 31일  |
|      |      | 펠리페 5세   | 1724년 9월 6일   | 1746년 7월 9일   |
|      |      | 페르난도 6세 | 1746년 7월 9일   | 1759년 8월 10일  |
|      |      | 카를로스 3세 | 1759년 8월 10일  | 1788년 12월 14일 |
|      |      | 카를로스 4세 | 1788년 12월 14일 | 1808년 3월 19일  |
|      |      | 페르난도 7세 | 1808년 3월 19일  | 1808년 5월 6일   |
|      |      | 카를로스 4세 | 1808년 5월 6일   | 1808년 6월 6일   |

## 보나파르트 왕가
스페인을 정복한 나폴레옹 보나파르트에 의해 왕위에 앉은 프랑스의 호세 1세의 1인 왕가. 왕의 칭호는 “신성한 축복에 의한 스페인과 인디아스의 왕”으로 변경됨.
| 그림 | 문장 | 왕 이름  | 재위 시작      | 재위 종료        |
| ---- | ---- | -------- | -------------- | ---------------- |
|      |      | 호세 1세 | 1808년 6월 6일 | 1813년 12월 11일 |

## 부르봉 왕조
부르봉 왕가의 첫 번째 복위. 왕의 칭호는 “신성한 축복에 의한 카스티야, 레온, 아라곤… 왕”으로 복귀함.
| 그림 | 문장 | 왕 이름      | 재위 시작        | 재위 종료       |
| ---- | ---- | ------------ | ---------------- | --------------- |
|      |      | 페르난도 7세 | 1813년 12월 11일 | 1833년 9월 29일 |
|      |      | 이사벨 2세   | 1833년 9월 29일  | 1868년 9월 30일 |

## 사보이아 왕조
이사벨 2세를 폐위시킨 혁명가 아마데오 1세가 왕으로 선출됨. 왕의 칭호는 “신성한 축복과 국가의 의지에 의한 스페인의 왕”으로 변경됨.
| 그림 | 문장 | 왕 이름      | 재위 시작      | 재위 종료       |
| ---- | ---- | ------------ | -------------- | --------------- |
|      |      | 아마데오 1세 | 1871년 1월 2일 | 1873년 2월 11일 |

## 제1공화국
스페인 제1공화국 1873년 – 1874년

## 부르봉 왕조
부르봉 왕가의 두 번째 복위. 왕의 칭호는 스페인의 입헌군주.
| 그림 | 문장 | 왕 이름     | 재위 시작        | 재위 종료        |
| ---- | ---- | ----------- | ---------------- | ---------------- |
|      |      | 알폰소 12세 | 1874년 12월 29일 | 1885년 11월 25일 |
|      |      | 알폰소 13세 | 1886년 5월 17일  | 1931년 4월 14일  |

## 제2공화국
스페인 제2공화국 1931년 – 1939년

## 프란시스코 프랑코의 독재
프란시스코 프랑코는 스페인 내전이 끝나는 1936년 10월 1일부터 스페인을 독재 통치함. 1969년 프랑코는 바르셀로나 백작 후안의 아들 후안 카를로스를 자신의 사후 후계자로 지명하였고 1975년, 프랑코가 죽은 후 카를로스가 왕위에 올랐음.

## 스페인의 왕위 요구자
- 바르셀로나 백작 후안, 1944년 ~ 1975년

## 부르봉 왕조
부르봉 왕가의 세 번째 복위. 왕의 칭호는 스페인의 왕.
| 그림 | 문장 | 왕 이름           | 재위 시작        | 재위 종료       |
| ---- | ---- | ----------------- | ---------------- | --------------- |
|      |      | 후안 카를로스 1세 | 1975년 11월 22일 | 2014년 6월 19일 |
|      |      | 펠리페 6세        | 2014년 6월 19일  | 현재 재위중     |

## 같이 보기
- 양시칠리아의 군주 목록
- 스페인의 군주 배우자 목록
- 스페인의 왕위 계승 순위
- 스페인 왕위 계승 전쟁